# Chlorophorus robustior
Chlorophorus robustior là một loài bọ cánh cứng trong họ Cerambycidae.